# Chiesa di San Giorgio (Lione)
La Chiesa di San Giorgio è una chiesa cattolica situata in Place François-Bertras, nel quartiere Vieux Lyon, nel 5º arrondissement di Lione. È sotto la direzione della cattedrale ed è stata intitolata a San Giorgio. Il culto qui celebrato segue normalmente il rito tridentino, e, in aggiunta, vi si tengono ogni settimana alcune celebrazioni in rito lionese.

## Storia
Una chiesa situata in questo luogo fu costruita nel 550, ma poi distrutta intorno al 732 durante un'incursione dei Saraceni. Fu restaurata nell'802 da Leidrade. Nel XIV secolo rimase una chiesa parrocchiale utilizzata dagli Ospitalieri di San Giovanni di Gerusalemme e nel 1315, la Commenda si trovava proprio accanto e aveva diverse finestre e due torri cilindriche che si affacciavano sul fiume Saône. La famiglia di Lange si offrì di pagare le riparazioni della chiesa che vennero condotte dal comandante Humbert de Beauvoir. Nel 1793 divenne fienile e proprietà nazionale e nel 1892 fu restaurata dall'architetto Pollet.
L'attuale chiesa fu ricostruita nel 1845 e completata nel 1848, su progetto dell'architetto Pierre Bossan che fece anche progetti per la basilica di Fourviere. Abbandonata tra la fine degli anni '70 e il 1989, la chiesa fu successivamente assegnata dal cardinale Albert Decourtray, alla Fraternità sacerdotale San Pietro con il motu proprio Ecclesia Dei, che concedeva la pratica dei libri liturgici del 1962 in latino.
La comunità è stata affidata, dal cardinale Philippe Barbarin, a tre sacerdoti della Fraternità San Pietro, entrati a far parte della diocesi. Il 25 agosto 2007, il cardinale Barbarin ha firmato l'incardinazione di tre dei cinque sacerdoti che hanno servito la chiesa. Sempre nel 2007, dopo i lavori di restauro all'esterno della chiesa e degli spazi annessi, l'inaugurazione è avvenuta alla presenza del cardinale Barbarin e del senatore-sindaco di Lione Gérard Collomb.
La chiesa ospita una comunità di cattolici tradizionalisti, che segue il rito tridentino secondo le disposizioni della Summorum Pontificum di Benedetto XVI e Traditionis Custodes di Papa Francesco. Dagli anni '90 vi si celebra altresì utilizzando l'antico rito lionese, un tempo diffuso in tutta l'arcidiocesi lugdunense e oggi mantenuto in pochissime chiese. 

## Architettura
La chiesa è stata ricostruita in stile neogotico. L'architetto Pierre Bossan, che ha anche realizzato gli arredi, in seguito ha considerato il suo lavoro su questa chiesa come un "errore giovanile". La scultura sulla facciata è stata realizzata da Charles Dufraine e le vetrate sono opera di Maréchal de Metz. L'edificio è classificato come monumento storico. 
La torre ha un'altezza di 67 metri. Una pala d'altare lignea policroma del XVI secolo mostra l'incoronazione della Vergine.